# Graanmineervlieg
De graanmineervlieg (Hydrellia griseola) is een vliegensoort uit de familie van de oevervliegen (Ephydridae). De wetenschappelijke naam van de soort is voor het eerst geldig gepubliceerd in 1813 door Fallen.